# آلة طبول

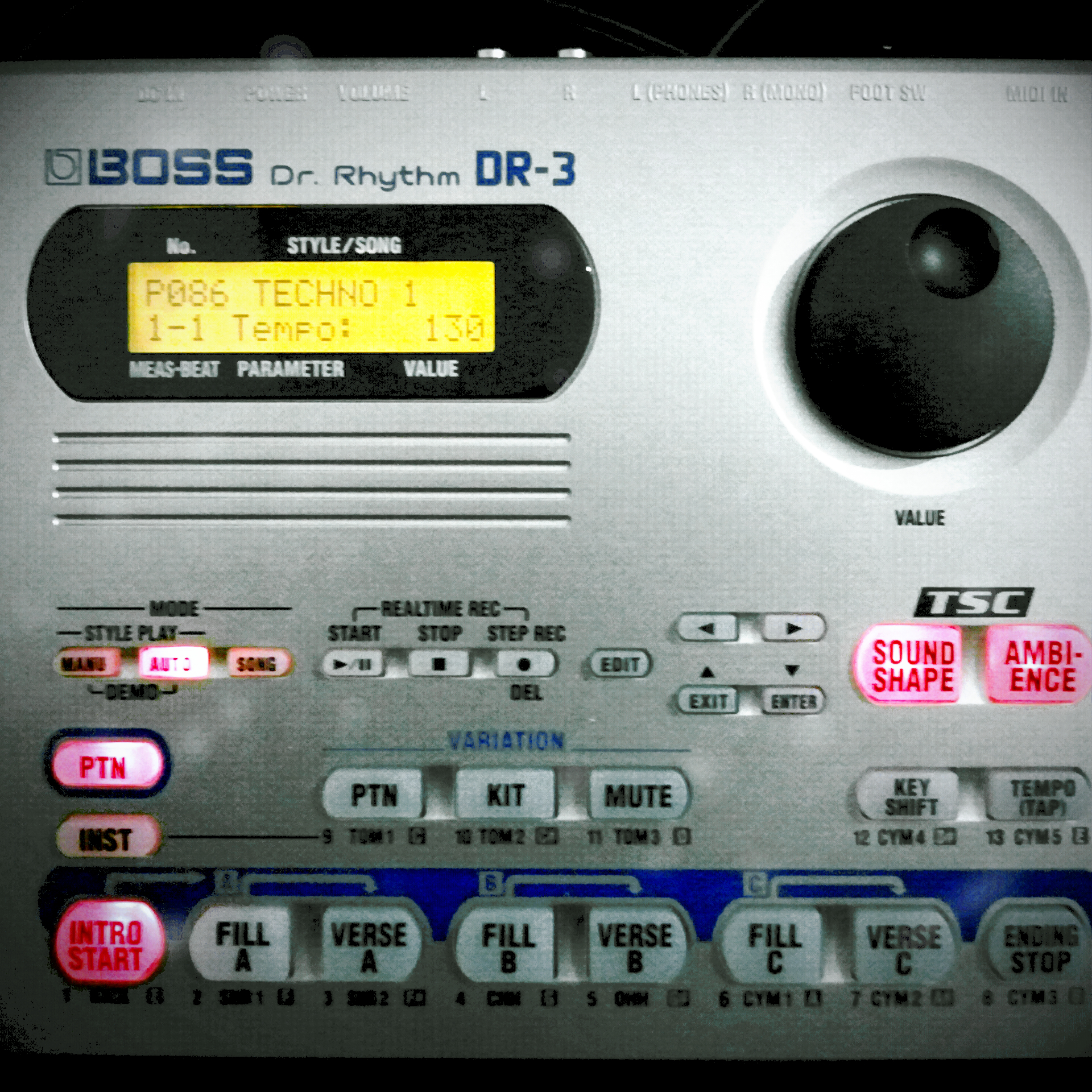
آلة طبول BOSS DR-3 Dr. Rhythm

آلة الطبول (بالإنجليزية: drum machine)‏ هي آلة موسيقية إلكترونية تنتج أصوات إيقاعية وإيقاعات وأنماط الطبول. قد تقلد آلات الطبول أطقم الطبول أو غيرها من الآلات الإيقاعية، أو قد تنتج أصوات مختلفة خاصة بها مثل نغمات إلكترونية اصطناعية. تسمح أغلب آلات الطبول المعاصرة للمستخدمين ببرمجة إيقاعاتهم الخاصة. تستطيع آلات الطبول إنتاج أصوات باستخدام التصنيع التناظري أو تشغيل عينات مسجلة. تتوفر بعض آلات الطبول على أزرار أو لوحات تمكن المؤدي من تشغيل أصوات طبول "مباشرة"، سواء فوق إيقاع مبرمج أو كأداء مستقل. تتوفر آلات الطبول على مجال واسع من الإمكانيات، من القدرة على تشغيل نمط طبول قصيرة متكرر، إلى إمكانية برمجة أو تسجيل توزيع موسيقي معقد بتغييرات في التقسيم الإيقاعي والأسلوب.
كان لآلات الطبول تأثير دائم على الموسيقى الشائعة في القرن العشرين. أثرت آلة طبول Roland TR-808 الصادرة سنة 1980 على تطور موسيقى الرقص، وبالخصوص موسيقى الرقص الإلكترونية والهيب هوب. أثرت قبلها بشكر كبير آلة TR-909 الصادرة سنة 1983 على موسيقى التكنو والهاوس. كانت Linn LM-1 الصادرة سنة 1980 أول آلة طبول تستخدم عينات من أطقم طبول حقيقية، واستعملها فنانوا روك وبوب مثل برنس ومايكل جاكسون. في أواخر عقد 1990 بدأت محاكاة البرمجيات تتجاوز شعبية آلات الطبول المادية الموضوعة في هياكل ميكانيكية بلاستيكية أو معدنية منفردة.